# بهائیت ارتدکس
بهائیان ارتدکس، گروه کوچکی از بهائیان بودند که بعد از درگذشت شوقی افندی از چارلز میسون ریمی معمار آمریکایی و سازنده مشرق الاذکار که ادعا کرده بود جانشین شوقی افندی است حمایت کردند و توسط ایادیان امرالله که اداره جامعه بهائی را تا تشکیل بیت العدل اعظم برعهده داشتند از جامعه بهائی طرد شدند. همان‌طور که خود ریمی بعدها اظهار داشت تقریباً تمام جامعهٔ بهائی با ادعای او مخالفت کرد. برگزاری انتخابات و تشکیل بیت العدل اعظم در سال ۱۹۶۳ با شادی و شعف بهائیان همراه بود و ریمی و طرفدارانش به سرعت اهمیت خود را برای اکثر بهائیان از دست دادند و به خرده گروهای متخاصم کوچکتری تجزیه شدند. یکی از یک خرده‌گروه‌ها بهائیان ارتدکس بود که که در آمریکا توسط جوئل مارانگلا ایجاد شد. مارانگلا ادعا می‌کرد که ریمی نخست او را جانشین خود کرده است ولی بعدها بخاطر کهولت سن و زوال عقل نظرش را عوض کرده و به جای او فرد دیگری به نام دونالد هاروی را به جانشینی منصوب نموده است. این گروه در نیومکزیکوی آمریکا ساکن بودند و تعدادشان کمتر از صد نفر بود.

## تاریخچه

### درگذشت شوقی افندی
شوقی افندی در سال ۱۹۵۷ درگذشت. او فرزندی نداشت و وصیت‌نامه‌ای از خود برجای نگذاشته بود که در آن فردی را به عنوان جانشین معرفی کرده باشد. پس از درگذشت شوقی افندی،  گروهی از بهائیان برجسته که از طرف شوقی افندی با عنوان ایادیان امرالله تعیین شده بودند و در آخرین نامۀ عمومی شوقی افندی وظیفۀ حراست از امر بهائی به آن‌ها سپرده شده بود در مورد اینکه آیا آن‌ها بنا بر قوانین آئین بهائی می‌توانند جانشینی برای شوقی افندی پیدا کنند به بحث و مشورت پرداختند. در تاریخ ۲۵ نوامبر ۱۹۵۷ ایادیان امرالله در بیانیه‌ای که به امضای تمامی ۲۷ نفر آن‌ها رسید اعلام کردند که شوقی افندی جانشینی برای خود تعیین نکرده‌است و هم‌اکنون بر عهده هیئت ایادی است که اتحاد جامعه بهائی را حفظ کرده و صیانت و پیشرفت آئین بهائی، موسسات و نهادهای آن را تضمین نمایند. برای این منظور هیئت ایادی، ۹ نفر از میان خودشان انتخاب کردند که به‌طور موقت و تا برگزاری انتخابات و تشکیل بیت العدل اعظم، وظیفۀ اداره جامعه بهائی را بر اساس هدایت‌های شوقی افندی بر عهده خواهند گرفت (این گروه با نام ایادیان امرالله، مقیم مرکز جهانی بهائی (حیفا-اسرائیل) شناخته می‌شوند). تصمیم ایادیان امرالله با حمایت و استقبال بهائیان سراسر جهان مواجه شد و آنها از ۱۹۵۷-تا ۱۹۶۳ اداره جامعه بهائی را در دست داشتند. پیش‌بینی این دوره ۶ ساله و مدیریت جامعه بهائی توسط ایادیان امرالله در کتاب اقدس آمده است.

### تأسیس بیت العدل اعظم
ایادیان امرالله در مدت شش سالی که مدیریت جامعه بهائی را برعهده داشتند ترتیبات برگزاری انتخابات بیت العدل اعظم را فراهم کردند، از جمله در نوامبر ۱۹۵۹ اعلام کردند که در سال ۱۹۶۱ شورای بین‌المللی بهائی از یک هیئت انتصابی به یک هیئت انتخابی تغییر خواهد یافت و اعضای آن توسط محفل‌های ملی و منطقه‌ای موجود در جهان انتخاب خواهند شد. در نهایت در اول آوریل ۱۹۶۳ نخستین انتخابات بیت العدل اعظم بر اساس اصول و شیوه‌ای که شوقی افندی و عبدالبهاء توصیف و تشریح کرده بودند برگزار شد و با رأی اعضای ۵۶ محفل روحانی ملی که در آن زمان در دنیا وجود داشتند اولین بیت العدل اعظم تشکیل شد. ایادیان امرالله عضویت خود را هم در شورای بین‌المللی بهائی و هم در بیت العدل ممنوع اعلان کردند. در نهایت اعضای ۹ نفره ایادی امرالله مقیم مرکز جهانی بهائی که به عنوان مرجع موقت آئین بهائی فعالیت می‌کردند پس از پایان نقشه ۱۰ ساله شوقی افندی و تشکیل بیت العدل اعظم در سال ۱۹۶۳، دفتر خود را بستند. از آن زمان تا حال بیت العدل اعظم در مقام هیئت حاکمه جهانی دیانت بهائی به فعالیت مشغول است. پس از درگذشت شوقی افندی، تصمیم ایادیان امرالله مبنی بر در دست گرفتن امور به‌طور موقت تا برگزاری انتخابات بیت العدل اعظم، به‌طور کلی با حمایت مشتاقانه جامعهٔ بهائی سراسر جهان پذیرفته شد.

### ادعای میسون ریمی
در سال ۱۹۵۹ میسون ریمی یکی از ایادیان امرالله که در زمان تشکیل شورای بین‌المللی بهائی به عنوان رئیس آن جمع تعیین شده بود ادعا کرد که وی به همین دلیل باید پس از شوقی افندی به عنوان ولی دوم امرالله در نظر گرفته شود ریاست اداره امور بهائیان در تمام دنیا بر عهده اوست. ریمی در زمان اعلام جانشینی ۸۵ سال سن داشت. او همچنین خواست این بیانیه او در کنگره سالانه آئین بهائی در ویلمت اعلام شود. ریمی اعلام کرد که ایادیان امرالله مستقلاً هیچگونه قدرتی از خود نداشته و تنها در سایه ولی امرالله می‌توانند به وظایف خود عمل کنند. او همچنین دستور داد اقدامات در مورد تشکیل بیت العدل برای همیشه متوقف شود. استدلال او با مخالفت سایر ایادیان امرالله مواجه شد زیرا هیچ وصیتنامه یا یادداشتی مبنی بر اینکه شوقی افندی ریمی را به عنوان جانشین خود انتخاب کرده باشد وجود نداشت. ریمی خود در سال ۱۹۵۷ به همراه سایر ایادیان امرالله بیانیه‌ای رسمی به امضا رسانده بود که شوقی افندی جانشینی برای خود تعیین نکرده‌است. علاوه بر این در الواح وصایای عبدالبهاء ذکر شده که ولی امر باید از نسل بهاءالله باشد و ریمی حائز این شرط نیز نبود. طرفداران ریمی مدعی شدند عبدالبهاء در نامه‌های خود ریمی را با عنوان «پسر من» خطاب کرده‌است. اما این مطلب توسط ایادیان امرالله و عموم بهائیان مورد قبول قرار نگرفت. نهایتاً طبق الواح وصایای عبدالبهاء، میسون ریمی برای احراز مقام جانشینی نیاز به تصویب نه ایادی امرالله مقیم در مرکز جهانی بهائی داشت. ریمی با ادامه اصرار ریمی بر ادعای خود و بعد از شکست تلاشهای بسیار برای قانع کردن وی، در سال ۱۹۶۰ هیئت ایادی امرالله مقیم مرکز جهانی به اتفاق آراء او را به عنوان ناقض عهد و میثاق معرفی کرده و از جامعه بهائی طرد کردند. این هیئت مبنای این تصمیم را الواح وصایای عبدالبهاء و مصوبات مورخ ۲۵ نوامبر ۱۹۵۷ قرار داد که به اتفاق آراء تصویب شده بود و به این شورا اجازه طرد شکنندگان عهد و میثاق را می‌داد.
ریمی تنها موفق به جلب تعداد کمی طرفدار برای خود شد و همان‌طور که خود بعدها اظهار کرد تقریباً تمام جامعهٔ بهائی با ادعای او مخالفت کردند. برگزاری انتخابات و تشکیل بیت العدل اعظم در سال ۱۹۶۳ با شادی و شعف بهائیان همراه بود و ریمی و طرفدارانش به سرعت اهمیت خود را برای اکثر بهائیان از دست دادند و به خرده‌گروه‌های متخاصم کوچکتری تجزیه شدند. یکی از این گروه‌ها توسط جوئل مارانگلا ایجاد شد؛ او ادعا می‌کرد که ریمی در ابتدا او را جانشین خود کرده است ولی بعدها به خاطر کهولت سن و زوال عقل نظرش را عوض کرده و به جای او دانولد هاروی را به جانشینی خود منصوب کرده است. این گروه خود را بهائیان ارتدکس می‌نامیدند، در روزولِ نیومکزیکو ساکن بودند و تعدادشان کمتر از صد نفر بود. بهائیان ارتدکس شکایتی علیه محفل ملی بهائیان آمریکا تنظیم کرد و مدعی شدند که مشرق الاذکار آمریکا متعلق به آنهاست و آنها هستند که جامعه بهائی آمریکا را نمایندگی می‌کنند. دادگاه علیه آنها رای داد و همچنین استفاده از نام بهائی را برای آنها منع کرد، البته منع استفاده از نام بهائی بعدها توسط یک دادگاه دیگر نقض شد.